# Брус Макгил
Брус Тревис Макгил (енгл. Bruce Travis McGill; Сан Антонио, 11. јул 1950) амерички је позоришни, филмски и ТВ глумац.
Најпознатији по сарадњи са режисером Мајклом Маном у филмовима Пробуђена савест (1999), Али (2001) и Колатерал (2004). Познат је и по улогама Џека Далтона у серији Тајни агент МекГајвер (1985—1992) и детектива Винса Корсака у серији Рицоли и Ајлс (2010—2016).
Исто тако познат је по улогама у филмовима Последњи скаут (1991), Мој рођак Вини (1992), Временски полицајац (1994), Бајка о боксеру (1999), Легенда о Багеру Венсу (2000), Сви наши страхови (2002), Преваранти (2003), Излазне ране (2003), Правна плавуша 2 (2003), Одбегла порота (2003), Грађанин опасних намера (2009), Луда вожња (2014) и Луда вожња 2 (2016), поред многих.